# Фострём, Оссиан
Оссиан Фострём (швед. Karl Ossian Heliodorus Fohström; 21 ноября 1870, Гельсингфорс — 10 ноября 1952, Хельсинки) — финский виолончелист. Брат оперных певиц Альмы Фострём и Элин Фострём.

## Биография
В 1888—1893 гг. учился в своём родном городе у Отто Хученройтера, затем в 1893—1895 гг. совершенствовался в Брюссельской консерватории у Эдуарда Якобса, в 1897 г. ездил в Германию для занятий под руководством Хуго Беккера.
Вернувшись в Финляндию, выступал как солист и ансамблист, совершил гастрольную поездку по всей Российской империи вплоть до Сибири вместе с сестрой Альмой. В 1903—1905 годах работал в Эдинбурге. В 1914—1935 годах — солист Хельсинкского филармонического оркестра. В 1914—1943 годах преподавал в Хельсинкском музыкальном институте. Спорадически выступал также как дирижёр.
Фострёму посвящена пьеса Яна Сибелиуса Laetare anima mea (лат. Возвеселись, душа моя; Op. 77 No. 1, 1914) для виолончели с оркестром, и Фострём исполнил её премьеру 30 марта 1916 года в Гельсингфорсе с оркестром под управлением автора.